# La famiglia: un proclama al mondo
La famiglia: un proclama al mondo è una dichiarazione al mondo riguardante la posizione ufficiale della Chiesa di Gesù Cristo dei Santi degli Ultimi Giorni in merito alla santità della famiglia. 

Questo proclama è una sintesi degli insegnamenti dei vari profeti mormoni sul tema della famiglia e contiene, secondo i santi degli ultimi giorni, i principi essenziali per la felicità e il benessere di tutte le famiglie.

Secondo la Chiesa di Gesù Cristo dei Santi degli Ultimi Giorni, la famiglia è l'unità sociale più importante sia in questa vita che nell'eternità e solo in un ambito familiare sano e basato sugli insegnamenti di Gesù Cristo gli uomini possono essere completamente felici e prepararsi appieno per la vita eterna.

Questo proclama fu letto da Gordon B. Hinckley, allora presidente e profeta in carica della Chiesa, alla riunione generale della Società di Soccorso tenutasi il 23 settembre 1995 a Salt Lake City, Utah. In seguito fu tradotto e pubblicato in più di 100 lingue.

## Contenuto
Il Proclama è formato da 9 capoversi così sintetizzabili:
1. La famiglia fu istituita da Dio quale fondamento sociale del genere umano. Il matrimonio tra l'uomo e la donna è ordinato da Dio.
2. Gli esseri umani sono creati a immagine di Dio. Ognuno è un beneamato figlio o figlia di spirito di genitori celesti e pertanto possiede una natura e un destino divino. Il sesso, maschile o femminile, è una caratteristica essenziale dell'identità degli individui non solo durante questa vita mortale ma anche nella vita preterrena e nell'aldilà.
3. Prima della nascita in questo mondo, gli uomini accettarono il piano di Dio mediante il quale ricevettero un corpo fisico per poter compiere un'esperienza mortale al fine di progredire verso la perfezione e realizzare in tal modo il loro potenziale divino. Secondo questo piano di felicità i rapporti familiari non si estinguono con la morte ma si protraggono per l'eternità grazie alle ordinanze e alleanze disponibili nei templi.
4. Il primo comandamento dato ad Adamo ed Eva riguardava il loro potenziale di genitori come marito e moglie. Il potere della procreazione deve essere utilizzato solo all'interno del vincolo coniugale.
5. La modalità della creazione della vita è stata stabilita da Dio.
6. Marito e moglie sono chiamati ad amarsi e sostenersi reciprocamente e ad amare e a provvedere ai loro figli. Inoltre, sono responsabili dinnanzi a Dio per l'insegnamento ai loro figli dei principi dell'amore e della solidarietà, dell'osservanza dei comandamanti divini e del rispetto delle leggi.
7. Il successo del matrimonio e della famiglia è fondato e mantenuto sui principi del vangelo di Gesù Cristo.
8. Gli individui che mancano di assolvere i loro doveri familiari saranno chiamati a renderne conto dinanzi a Dio. La disgregazione delle famiglie richiamerà sugli individui, comunità e nazioni le calamità predette dai profeti antichi e moderni.
9. Le persone e i capi di governo di tutto il mondo sono invitati dal profeta e dagli apostoli della Chiesa di Gesù Cristo dei Santi degli Ultimi Giorni "a promuovere quelle misure che hanno lo scopo di mantenere e rafforzare la famiglia come unità fondamentale della società".

## Firmatari della Dichiarazione
Gordon B. Hinckley con gli altri due componenti della Prima presidenza e i dodici apostoli della Chiesa di Gesù Cristo dei Santi degli Ultimi Giorni